# Sky News Arabia
Sky News Arabia (arabe : سكاي نيوز عربية Skāy Niyūz ʻArabīyah) est une chaîne de télévision d'information en continu émirati en arabe lancée le 6 mai 2012. La chaîne a pour ambition de concurrencer Al Jazeera et Al-Arabiya.

## Histoire
BSkyB et Sheikh Mansour bin Zayed Al Nahyan ont annoncé pour la première fois une coentreprise à 50/50 pour exploiter une chaîne d'information gratuite en langue arabe le 29 novembre 2010. Adrian Wells, responsable des informations internationales chez Sky News, a été nommé pour diriger les préparatifs du lancement de la chaîne. 
En février 2011, Nart Bouran a été embauché comme premier directeur de l'information de Sky News Arabia. Bouran était auparavant directeur de la télévision chez Reuters. Yasser Thabet, ancien directeur des programmes de la chaîne saoudienne Al Arabiya, a rejoint Sky News Arabia en tant que directeur de la production en juin 2011 et Nicholas Love a été nommé directeur des finances  . 
Al-Waleed bin Talal , le deuxième actionnaire de 21st Century Fox , qui détenait à l'époque 39,1 % des parts de BSkyB, a annoncé en septembre 2011, qu'il lancerait sa propre chaîne d'information en langue arabe (appelée Al-Arab News Channel). La chaîne a fermé le jour même de son lancement.
Les préparatifs au siège du réseau dans la zone économique spéciale twofour54 media d' Abou Dhabi ont commencé en février 2012. La diffusion a commencé le 6 mai 2012. 
Le 8 novembre 2015, Sky News Arabia a lancé sa propre station de radio sur 90,3 FM, qui abritait initialement BBC World Service en arabe. La station, animée en direct, diffuse des informations, la météo, des sports, des informations routières et boursières, ainsi que des débats politiques, par blocs aléatoires. Des segments spécialisés sont créés spécifiquement pour le matin, le début d'après-midi et le début de soirée. Plusieurs programmes de télévision sont également disponibles.

## Radio
Diffusé sur 90.3FM[Où ?], il offre :
- Ouverture et fermeture de la mise à jour sur les bourses de valeurs, également la veille du marché et l'analyse tout au long de la journée
- Réédition de plusieurs programmes télévisés
- Trafic quotidien des EAU
- Prévisions météorologiques locales et internationales
- Bulletins d'information compréhensif 24/24, en vedette les dernières nouvelles en temps réel
- Rapports exclusifs en politique, arts et culture